# Дългокрил брегобегач
Дългокрил брегобегач (Calidris bairdii) е вид птица от семейство Бекасови (Scolopacidae).

## Разпространение
Видът е разпространен в Аржентина, Белиз, Боливия, Бразилия, Британските Вирджински острови, Венецуела, Гренландия, Гватемала, Еквадор, Канада, Колумбия, Коста Рика, Мексико, Панама, Парагвай, Перу, Русия, Салвадор, Сен Пиер и Микелон, Суринам, САЩ, Уругвай, Фолкландски острови, Френска Гвиана, Хондурас и Чили.